# Hovdetjärnen (Ströms socken, Jämtland)
Hovdetjärnen är en sjö i Strömsunds kommun i Jämtland och ingår i Ångermanälvens huvudavrinningsområde. Sjön har en area på 0,0295 kvadratkilometer och ligger 474 meter över havet.

## Delavrinningsområde
Hovdetjärnen ingår i det delavrinningsområde (716353-146203) som SMHI kallar för Utloppet av Stor-Sjouten. Medelhöjden är 496 meter över havet och ytan är 82,07 kvadratkilometer. Räknas de 131 avrinningsområdena uppströms in blir den ackumulerade arean 612,52 kvadratkilometer. Sjoutälven som avvattnar avrinningsområdet har biflödesordning 3, vilket innebär att vattnet flödar genom totalt 3 vattendrag innan det når havet efter 269 kilometer. Avrinningsområdet består mestadels av skog (59 procent). Avrinningsområdet har 30,51 kvadratkilometer vattenytor vilket ger det en sjöprocent på 37,1 procent.